# 126780 Ivovasiljev
126780 Ivovasiljev è un asteroide della fascia principale. Scoperto nel 2002, presenta un'orbita caratterizzata da un semiasse maggiore pari a 3,0621193 UA e da un'eccentricità di 0,1123385, inclinata di 1,42364° rispetto all'eclittica.
L'asteroide è dedicato al linguista ceco Ivo Vasiljev.